# Elstree
Elstree is een plaats in het bestuurlijke gebied Hertsmere, in het Engelse graafschap Hertfordshire. 
Elstree heeft een klein vliegveld.